# Fernanda Porto
Fernanda Porto, pseudonimo di  Maria Fernanda Dutra Clemente (Serra Negra, 31 dicembre 1965), è una cantante e polistrumentista brasiliana.

## Biografia
Fernanda Porto ha studiato musica classica contemporanea, con il maestro Hans-Joachim Koellreutter e ha anche svolto ricerche sulla musica elettronica in particolare la musica di Edgard Varèse e Karlheinz Stockhausen. Allo stesso tempo, si è laureata in tecnica del canto lirico, prendendo lezioni con Leila Farah,  e diplomata in pianoforte, suo strumento preferito.
Fernanda Porto  ha reso popolare lo stile Drum 'n' Bossa (mix di Drum and bass e Bossa Nova). 
Il suo primo album (2002) ha venduto oltre 100 000 copie in Brasile lanciandola poi a livello internazionale. Nel 2002 ha anche partecipato al festival della musica elettronica Skol Beats a  San Paolo del Brasile.
Ha composto colonne sonore per film e documentari.

## Discografia

### Album
- 2002 - Fernanda Porto
- 2004 - Giramundo
- 2006 - Fernanda Porto Ao Vivo (CD + DVD)
- 2009 - Auto Retrato

### Partecipazioni
- 2001 - Cool Steps - Drum'n' bass grooves DJ Patife
- 2001 - Sambaloco - Espiritual Drum'n'bass vol. 1 con DJ Marky, DJ Patife, Vari artisti
- 2005 - Um Barzinho, um Violão - Jovem Guarda, con Artisti Vari

### Colonne sonore
- O Velho – A História de Luiz Carlos Prestes, regia di Toni Venturi (1998)
- Vitimas da vitória, regia di Berenice Mendes (1997)
- Ruído de Passos, regia di Denise Gonçalves (1996)